# 福斯 (卢戈省)
福斯，是西班牙加利西亚自治区卢戈省的一个市镇。 总面积100平方公里，总人口9488人（2001年），人口密度95人/平方公里。